# جون داي (سياسي كندي)
جون داي هو سياسي كندي، ولد في 1755، وتوفي في 1 نوفمبر 1775. انتخب عضو مجلس نواب نوفا سكوتيا.